# Ізківська сільська рада
| Ізківська сільська рада — колишній орган місцевого самоврядування у Міжгірському районі Закарпатської області з адміністративним центром у с. Ізки. Сільській раді були підпорядковані населені пункти: - с. Ізки |

## Склад ради
Рада складалася з 14 депутатів та голови.

## Керівний склад сільської ради
| ПІБ                      | Основні відомості                                                               | Дата обрання | Дата звільнення |
| ------------------------ | ------------------------------------------------------------------------------- | ------------ | --------------- |
| Савчур Степан Васильович | Сільський голова, 1954 року народження, освіта                                  | 26.03.2006   | 31.10.2010      |
| Савчур Степан Васильович | Сільський голова, 1954 року народження, освіта середня спеціальна, безпартійний | 31.10.2010   |                 |

Примітка: таблиця складена за даними джерела

## Населення
Згідно з переписом УРСР 1989 року чисельність наявного населення сільської ради становила 825 осіб, з яких 396 чоловіків та 429 жінок.
За переписом населення України 2001 року в сільській раді мешкало 806 осіб.

### Мова
Розподіл населення за рідною мовою за даними перепису 2001 року:
| Мова       | Відсоток |
| ---------- | -------- |
| українська | 99,38 %  |
| російська  | 0,49 %   |